# Rezerwat przyrody Lasek Miejski nad Puńcówką
Rezerwat przyrody Lasek Miejski nad Puńcówką – rezerwat przyrody w Cieszynie, utworzony w 1961 roku w celu ochrony populacji cieszynianki wiosennej oraz naturalnego grądu (z jesionem wyniosłym, dębem, grabem, lipą, klonem zwyczajnym i polnym, wiązem górskim i pospolitym oraz jaworem).
Obecnie jako panujący na obszarze rezerwatu jest podgórski las brzostowo-jesionowy. Tego typu las występuje na terenie Słowenii, Austrii i Czech, natomiast w Polsce został stwierdzony wyłącznie na obszarze Pogórza Cieszyńskiego.
Flora tego rezerwatu liczy 184 gatunki roślin naczyniowych, w tym gatunki podlegające ochronie: obrazki alpejskie, bluszcz pospolity, barwinek pospolity, lilia złotogłów, śnieżyczka przebiśnieg, listera jajowata, kruszyna pospolita, kalina koralowa, pierwiosnka wyniosła, kopytnik pospolity oraz najsłynniejszy okaz rezerwatu – cieszynianka wiosenna. Ta ostatnia najgęściej występuje w południowej części rezerwatu, wśród najlepiej zachowanych fragmentów lasu grądowego.
Rezerwat obejmuje izolowany kompleks leśny o powierzchni 7,74 ha, położony na prawym brzegu doliny Olzy, pomiędzy ulicami 3 Maja, Ignacego Kraszewskiego, Błogocką i Aleją Jana Łyska. Przez jego teren przepływają potok Puńcówka oraz kanał Młynówka. Rezerwat znajduje się pod silnym negatywnym oddziaływaniem człowieka. Przylega do centrum miasta oraz zabudowań fabrycznych, budynków publicznych i ośrodków sportowo-rekreacyjnych. Na obszar objęty ochroną wkraczają liczne gatunki roślin rosnących w miejscach przekształconych przez człowieka. Ponadto rezerwat wykorzystywany jest jako park miejski, szczególnie w jego północnej części. W jego najwyższym punkcie zbudowano m.in. okazały pomnik pierwszego władcy Księstwa Cieszyńskiego – Mieszka.
Od strony południowo-zachodniej do rezerwatu przylega ponadhektarowa część lasu objęta ochroną jako użytek ekologiczny Łęg nad Puńcówką utworzony w 2003 r. Obejmuje on terasę zalewową użytkowaną dawniej jako zeskok skoczni narciarskiej, zbudowanej na skarpie dzisiejszego rezerwatu przyrody (od strony ul. Błogockiej). Terasa została obsadzona drzewami i stała się terenem, na którym przebiega proces naturalnej sukcesji – następuje samorzutne tworzenie się zbiorowiska lasu łęgowego, typowego dla miejsc wilgotnych, rosnącego wzdłuż rzek i potoków.
Przez teren rezerwatu przebiega zielona trasa spacerowa po Cieszynie. Jej dokładny przebieg można obejrzeć na mapie tutaj LINK

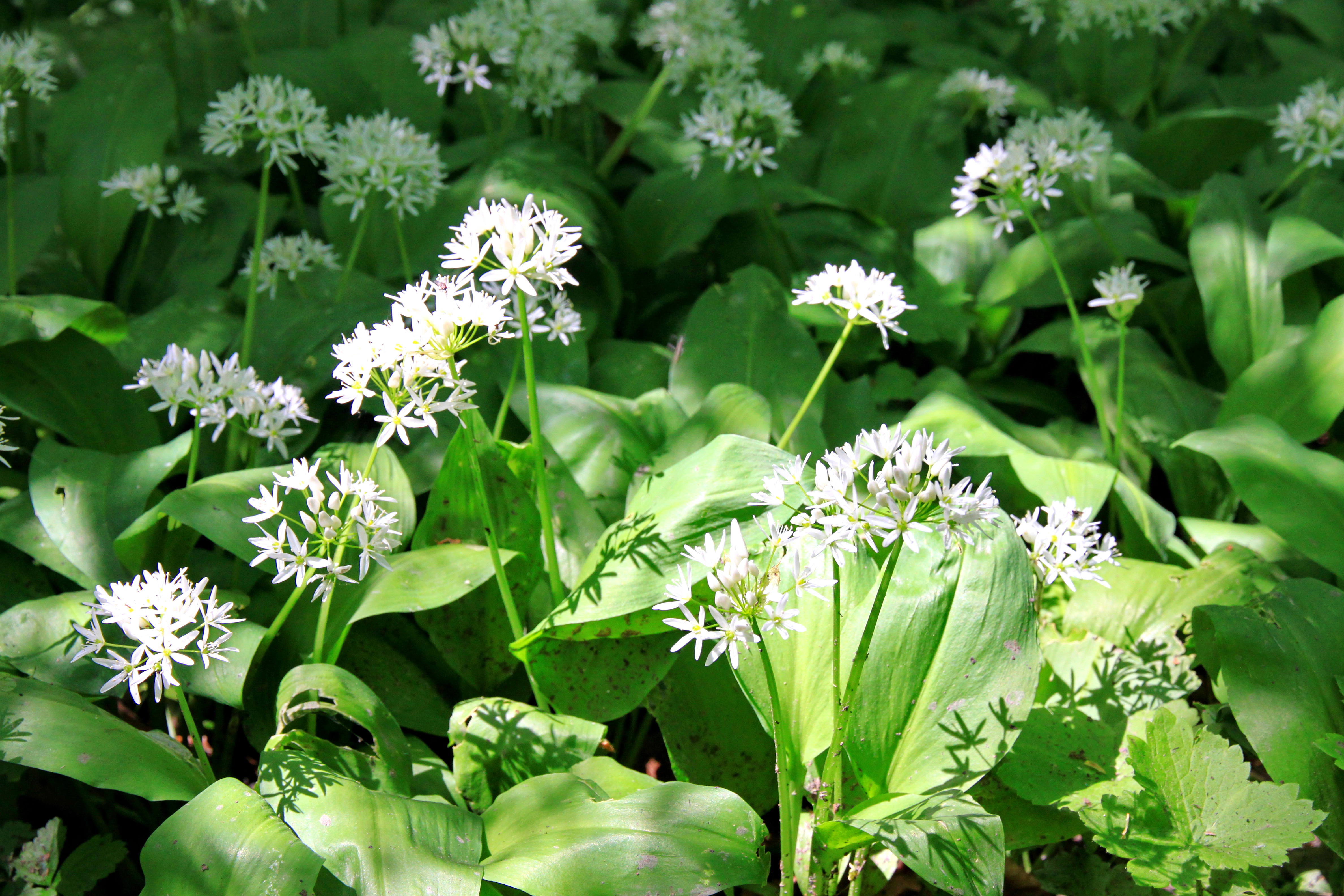
Czosnek niedźwiedzi w Lasku Miejskim nad Puńcówką
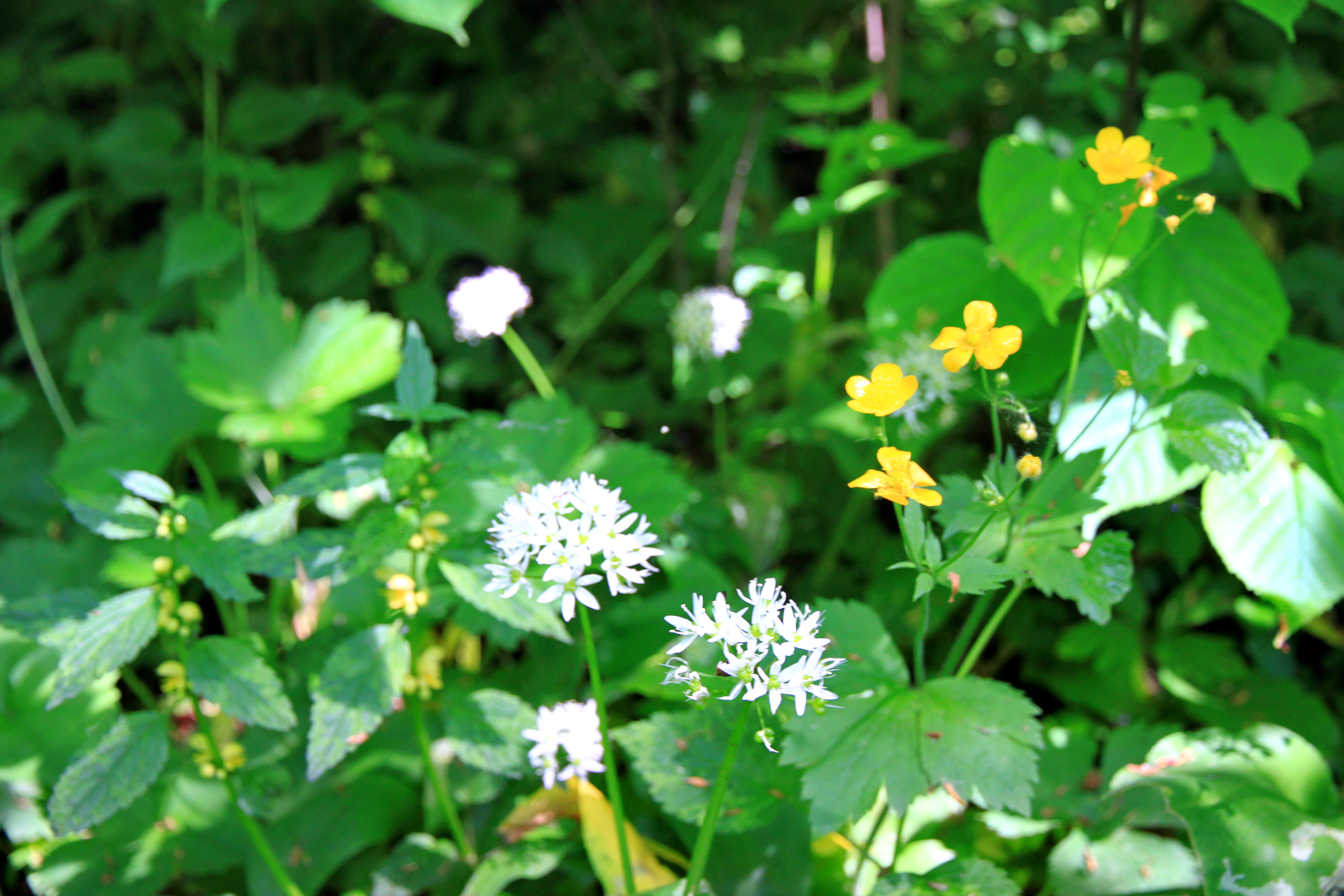
Przyroda w Lasku Miejskim nad Puńcówką
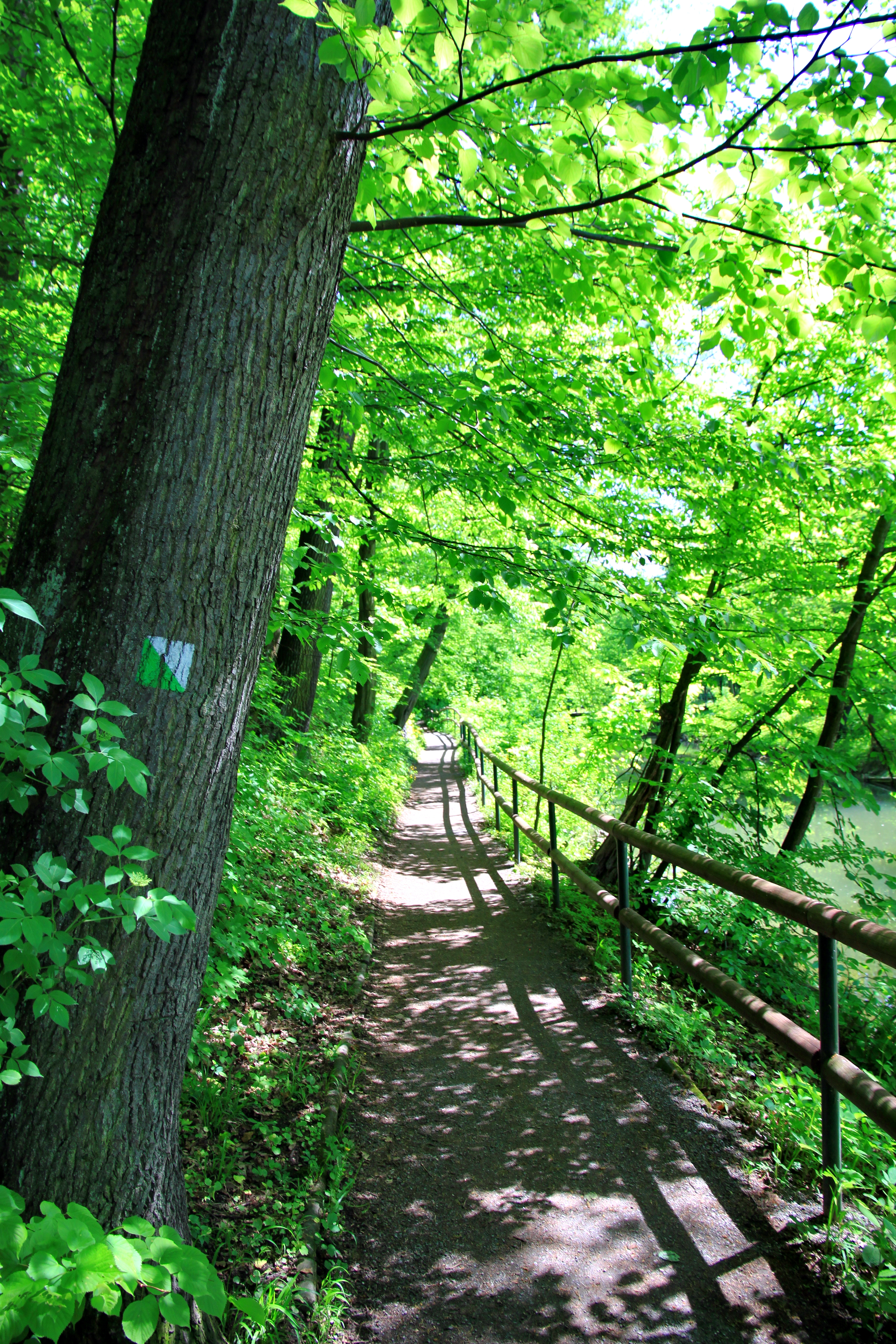
Ścieżka z widocznym oznakowaniem zielonej trasy spacerowej